# Liomys spectabilis
Liomys spectabilis е вид бозайник от семейство Торбести скокливци (Heteromyidae). Видът е застрашен от изчезване.

## Разпространение
Разпространен е в Мексико (Халиско).